# Pulo Ie I
Pulo Ie I is een bestuurslaag in het regentschap Aceh Selatan van de provincie Atjeh, Indonesië. Pulo Ie I telt 1125 inwoners (volkstelling 2010).